# Mantecada
La mantecada (pl. mantecadas) è un dolce spagnolo.

## Caratteristiche

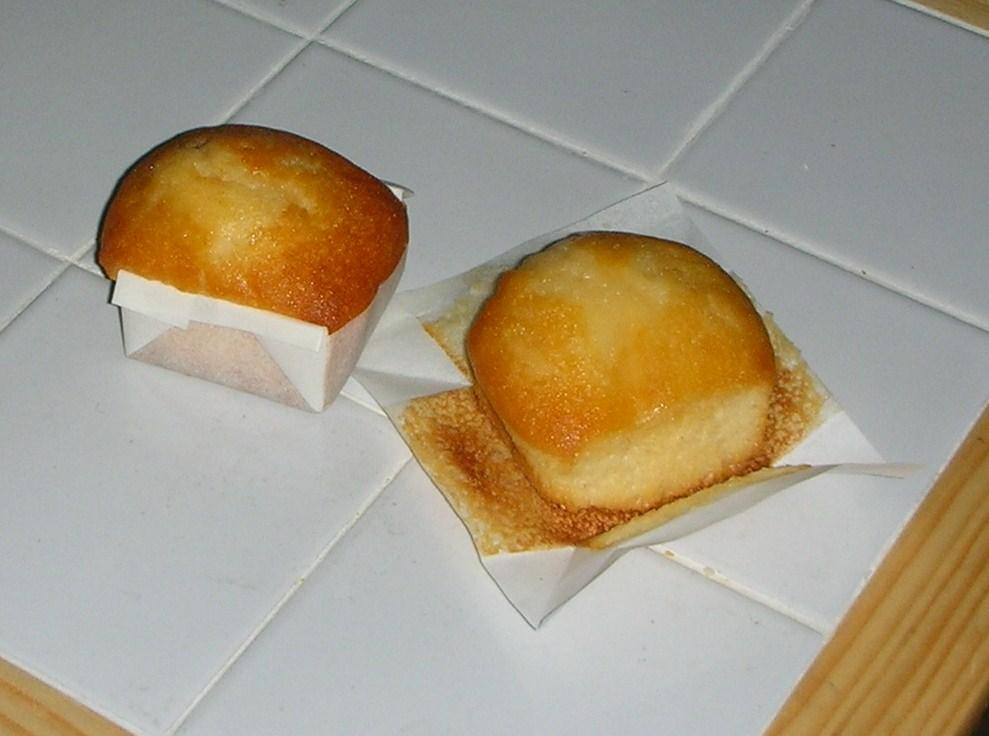
Mantecadas

La mantecada sono dolci a base di uova, farina, burro e zucchero, hanno una consistenza simile a quella di un pan di Spagna o di un muffin e un sapore che ricorda quello della torta quattro quarti. La forma piatta e quadrangolare del dolce è dovuta al fatto che viene cotta sopra un particolare pezzo di carta che prende il nome di cajilla. Le mantecada non vanno confuse con i mantecado.

## Diffusione
Le mantecada vengono preparate in varie regioni della Spagna ma quelle più conosciute provengono dalla Spagna nordoccidentale, in particolare dalla città di Astorga, nella provincia di León, ove vengono preparate le Mantecada de Astorga, che sono un'Indicazione geografica protetta, e nella vicina regione storica della Maragatería. Le mantecada vengono anche distribuite in commercio in formato ridotto nell'America latina.

## Varianti
In Colombia e Venezuela viene preparato un dolce omonimo a base di farina di mais e che viene tagliato a fette subito dopo la cottura.

## Protezione
Nel 2004 ha ottenuto il riconoscimento sotto il sigillo di Indicazione Geografica Protetta. Comprende, come zone di produzione e confezionamento, i comuni leonesi di Astorga, Brazuelo, San Justo de la Vega e Valderrey.